# 敗戰投手
敗戰投手，簡稱敗投，指的是在棒球比賽中，輸方隊伍的責任投手。

## 條件
上場投球時分數領先對手或是平手，之後被追平或是被逆轉使得隊伍輸球時就成為敗戰投手。但是接替的投手登板時若是壘上還有跑者，因為該跑者的得分使得比賽輸球時，敗戰投手則為使該跑者上壘的投手。
因放棄比賽或沒收比賽而使勝敗逆轉的情形下，敗戰投手的紀錄會被取消。

## 中華職棒

### 生涯紀錄
| 排名 | 選手名 | 敗投 |
| ---- | ------ | ---- |
| 1    | 潘威倫 | 109  |
| 2    | 陳義信 | 101  |
| 3    | 康明杉 | 95   |
| 4    | 勇 壯  | 85   |
| 5    | 謝長亨 | 81   |
| 6    | 林朝煌 | 73   |
| 7    | 羅 力  | 72   |
| 8    | 黃平洋 | 68   |
| 9    | 梁如豪 | 167  |
| 10   | 高建三 | 65   |

## 外部連結
- 敗戰投手在台灣棒球維基館上的頁面（繁體中文）
- 系列記録 (MLB) (Baseball-Reference.com) （页面存档备份，存于）
- 通算記録 (MLB) (Baseball-Reference.com) （页面存档备份，存于）